# Анатолийски леопард
Анадолският леопард (Panthera pardus tulliana) е хищен бозайник, член на семейство Коткови, смятан за подвид на леопарда. Оригиналното му местообитание е в района на Мала Азия. Последните таксономични анализи са показали, че леопардите от Мала Азия генетично се различават съвсем малко от другите западно- и централноазиатски леопарди и следователно трябва да бъдат причислени като вариация на персийския леопард. Днес няма сигурни данни, потвърждаващи съществуването на свобода на анатолийския леопард.

## Разпространение
Тези животни са обитавали планинските райони на Мала Азия близо до егейското и средиземноморското крайбрежие както и района на източна Анатолия. Съществуват сведения, че анатолийски леопарди се срещали в района на Галилейското езеро и Голанските възвишения в Израел.

## Описание
Възрастните достигат дължина на тялото от 200 – 250 cm и тегло до 90 kg. Живеят около 20 години.

## Хранене
В менюто на леопардите влизат диви чифтокопитни животни като елени, кози, диви свине, а също и птици. Нерядко напада и домашни животни.

## Наблюдавани екземпляри
Последното официално съобщение за среща с анатолийски леопард е от 1974 г. Животното е убито след нападение над жена в село, намиращо се на около 5 km от град Бейпазаръ, близо до Анкара. Според някои учени леопардите са напълно изчезнали от Турция. Други обаче смятат, че в страната са останали 10 – 15 леопарда в дивата природа. През 2001 г. е наблюдаван леопард в местността, наречена „Dandi“, близо до град Мут в Тавърските планини на юг, а също и около местността „Muskili Brook“ в района на източното черноморие. През 2003 г. посредством камери с дистанционно наблюдение е заснет един възрастен мъжки леопард в национален парк Вашловани, Грузия. Наблюдаван е и леопард през 2004 г. в района на платото Покут, вилает Ризе.

## Леопардът от остров Самос
В резултат на наводнение от река Меандър или от горски пожар в края на XX век анатолийският леопард бива принуден да преплува морето до остров Самос. Тук поради липса на естествена плячка той се превръща в бич за местните животновъди. Леопардът бил наречен Каплан (на гръцки: Καπλάνι; на турски: Kaplan означава тигър). Под натиска на местните овчари той е принуден да намери убежище в една пещера. Входът ѝ е запушен с големи камъни, така че животното да умре от глад и жажда. След известно време един от селяните открива входа и влиза в пещерата без оръжие с цел да намери трупа на леопарда. Животното обаче е успяло да оцелее като се хранело с останки от стара плячка и пило вода, събирана в пещерни кухини. При срещата леопардът се опитва да се пробие път, но е убит от брата на селянина. При борбата обаче той бил тежко ранен в гърдите и умира по-късно от инфекция. Днес леопардът е балсамиран и изложен в „Природонаучния музей на Егейско море“, намиращ се на остров Самос.